# Inetd
Inetd es un demonio presente en la mayoría de sistemas tipo Unix, conocido como el "Super Servidor de Internet", ya que gestiona las conexiones de varios demonios. La ejecución de una única instancia de inetd reduce la carga del sistema, en comparación con lo que significaría ejecutar cada uno de los demonios que gestiona, de forma individual.

## Funcionamiento
Inetd es un demonio que atiende las solicitudes de conexión que llegan a nuestro equipo, y está a la espera de todos los intentos de conexión que se realicen en una máquina. Cuando le llega una solicitud de conexión, irá dirigida a un puerto, por ejemplo, el 80 sería una solicitud al servidor de páginas web, 23 para telnet, 25 para SMTP, etc. 
Inetd se utiliza principalmente para lanzar procesos que albergan a otros demonios, pero inetd también se utiliza para gestionar determinados protocolos triviales como chargen, auth y daytime.

## Configuración
Los servicios de red que presta su máquina están descritos en /etc/inetd.conf (y en /etc/services los números de puertos). Por ejemplo, en /etc/inetd.conf podemos encontrar las siguientes líneas:
```
 pop-3 stream tcp nowait root /usr/sbin/tcpd ipop3d
 # imap stream tcp nowait root /usr/sbin/tcpd imapd
```

Esta configuración implica que cuando llegue una solicitud de conexión TCP al puerto 110 (POP3) se ejecutará el programa "/usr/sbin/tcpd ipop3d". Sin embargo, el servicio imap está deshabilitado (está comentado con un # delante), por lo que el sistema no le responde.